# Jarrah (grotta)
Jarrah är en grotta i Egypten.   Den ligger i guvernementet Al-Wadi al-Jadid, i den centrala delen av landet, 300 km sydväst om huvudstaden Kairo. Jarrah ligger 212 meter över havet.
Terrängen runt Jarrah är platt.  Trakten runt Jarrah är nära nog obefolkad, med mindre än två invånare per kvadratkilometer. Det finns inga samhällen i närheten. Trakten runt Jarrah är ofruktbar med lite eller ingen växtlighet.